# Richard Gedopt
Richard Gedopt (Deurne, 30 november 1916 – Malle, 25 februari 2012) was een Belgisch voetballer en hockeyer.

## Levensloop
Gedopt was doelman. In 1937 maakte hij de overstap van RC Borgerhout naar Antwerp FC voor een bedrag van 80.000 Belgische frank.. Hij speelde hier het grootste deel van zijn carrière, en werd nadien samen met Jean De Clercq trainer bij deze club. In 1948 werd Gedopt drie maal geselecteerd voor het Belgisch voetbalelftal, hij werd echter nooit opgesteld. Op het moment van zijn overlijden was hij de oudste nog levende ex-speler van Antwerp FC.
Naast voetballer was hij ook hockeyer bij de Royal Antwerp HC en senior captain bij de Rinkven International Golf & Country Club.